# 金哲洙
金哲洙（キム チョルス、朝鮮語: 김철수、1952年7月6日 - ）は、大韓民国の元サッカー選手、現サッカー指導者。元大韓民国代表。選手時代のポジションはDF。

## 選手歴
1975年に浦項製鉄アトムズでプロ選手になり、同年に行われたAFCアジアカップ1976予選で代表初出場。

## 監督歴
小学校では李榮杓や朴智星を教えていた。
2006年にはフィリピンで監督業を始めた。